# Длиннопалый чибис
Длиннопалый чибис (лат. Vanellus crassirostris) — вид птиц из семейства ржанковых. Выделяют два подвида.

## Распространение
Обитают в Африке на территории Анголы, Ботсваны, Бурунди, Камеруна, Чада, ДРК, Эфиопии, Кении, Малави, Мозамбика, Намибии, Нигерии, Руанды, ЮАР, Судана, Танзании, Уганды, Замбии и Зимбабве.

## Описание
Длина тела около 31 см, масса 162—225 г. Лицо и горло у этих птиц белые, верхняя часть тела тёмно-серая.

## Биология
Питаются водными насекомыми, личинками, нимфами стрекоз, жуками, муравьями, мелкими улитками.
МСОП присвоил виду охранный статус LC.

## Галерея

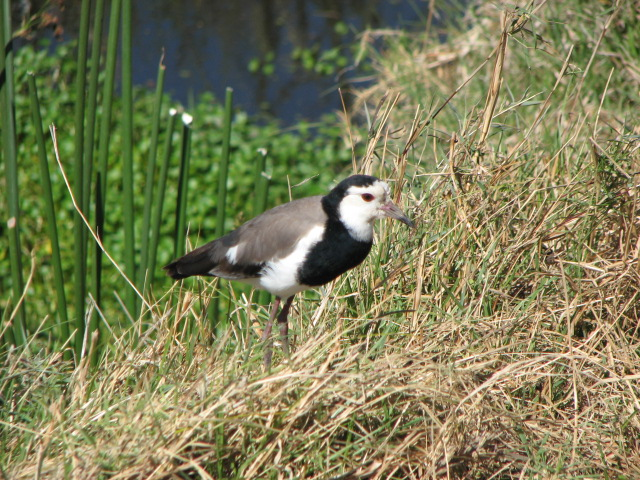
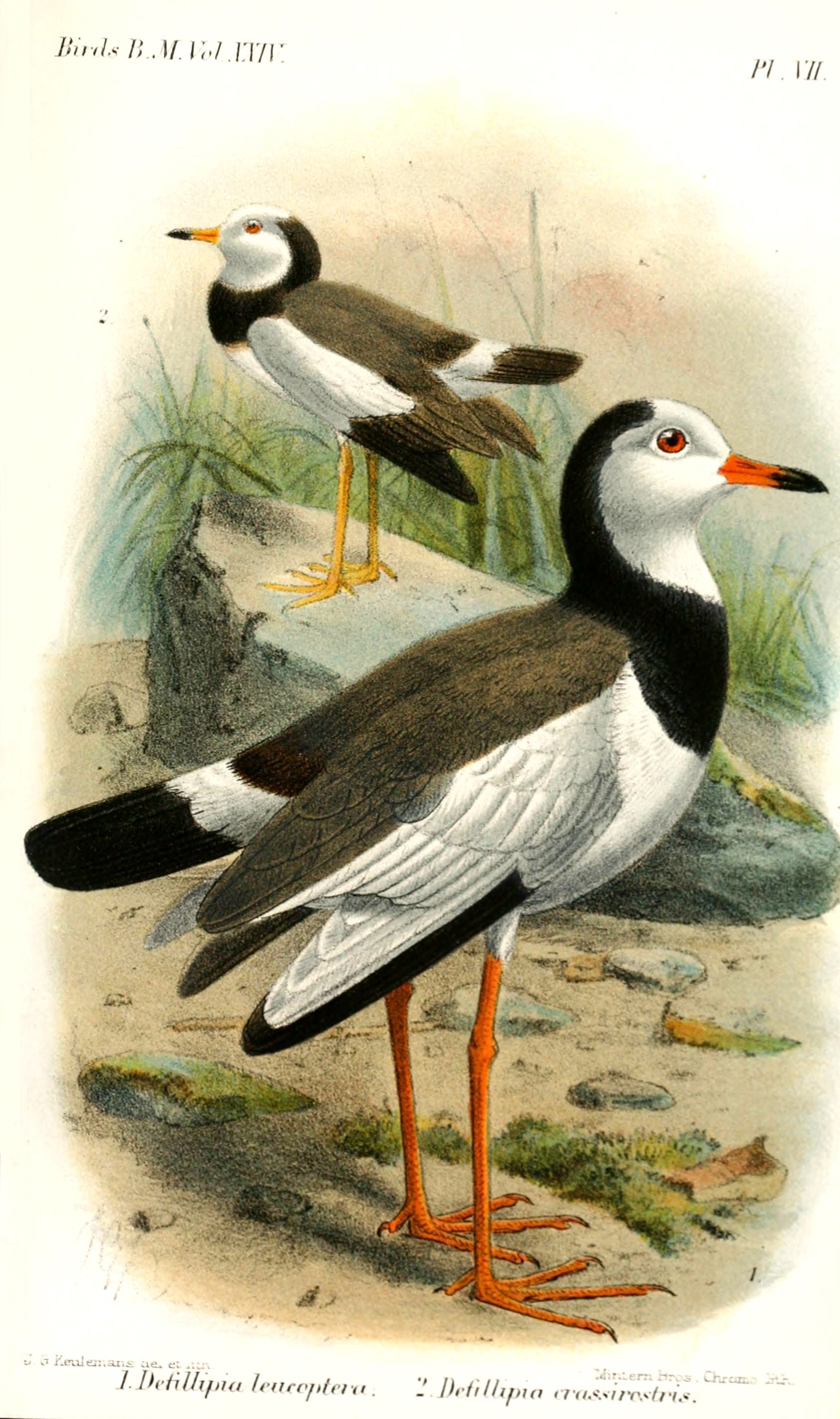